# Juan Antonio Señor
Juan Antonio Señor (Madrid, 1958. augusztus 26. –) Európa-bajnoki ezüstérmes spanyol válogatott labdarúgó.

## Pályafutása

### Klubcsapatban
Madridban született. Pályafutását a Real Madrid utánpótlásában kezdte, majd felnőttként a negyedosztályú CD Ciempozuelos csapatában játszott. 1977 és 1981 között a Deportivo Alavés játékosa volt, amely ekkor a másodosztályban szerepelt. 1981-ben a Real Zaragoza szerződtette, melynek színeiben 1986-ban spanyol kupát nyert. Kilenc szezon alatt nagyjából 400 mérkőzésen lépett pályára a Zaragozában. 1990-ben vonult vissza az aktív játéktól.

### A válogatottban
1982 és 1988 között 41 alkalommal szerepelt a spanyol válogatottban és 6 gólt szerzett. Egy Izland elleni Eb-selejtező alkalmával mutatkozott be 1982. október 27-én, amely 1–0-ás hazai győzelemmel zárult. Részt vett az 1988-as Európa-bajnokságon és az 1986-os világbajnokságon.

## Sikerei, díjai
Real zaragoza
- Spanyol kupa (1): 1985–86

Spanyolország
- Európa-bajnoki döntős (1): 1984

## Külső hivatkozások
- Juan Antonio Señor adatlapja a National-Football-Teams.com oldalon (angolul)

- Juan Antonio Señor (angol, francia, spanyol nyelven). FootballDatabase.eu
- Ricardo Gallego (angol nyelven). eu-football.info
- Juan Antonio Señor (játékos profil) (angol, katalán, spanyol nyelven). BDFutbol.com
- Juan Antonio Señor (edzői profil) (angol, katalán, spanyol nyelven). BDFutbol.com
- Ricardo Gallego (német nyelven). kicker.de
- Juan Antonio Señor adatlapja a worldfootball.net oldalon (angolul)